# Тири (монастырь)
Монастырь Тири (груз. თირის მონასტერი) — грузинская православная церковь в окрестностях Цхинвали. Она представляет собой зальный храм и содержит средневековые фрески и надписи на грузинском языке. После российско-грузинской войны 2008 года грузины потеряли возможность управлять монастырём. В 2015 году здание церкви было подвергнуто ремонтным работам, которые нарушили подлинность и частично повредили фрески, что привело к скандалу в Цхинвали и протестам со стороны Грузии. Монастырь внесён в список недвижимых памятников культуры национального значения Грузии.

## Архитектура
Монастырь Тири расположен недалеко от села Монастери, в долине Тири, притока реки Большая Лиахви, в 9 км к северо-западу от Цхинвали. Монастырский комплекс состоит из церкви Рождества Богородицы, колокольни, развалин трапезной, вырубленных в скале келий, кольцевой стены и других вспомогательных сооружений. Они преимущественно были возведены из обработанных базальтовых блоков с дополнительным использованием кирпича и булыжника.
Церковь Рождества Пресвятой Богородицы, занимающая площадь в 15,7 на 8,8 метров, датируется второй половиной XIII века. Она построена в виде прямоугольной зальной церкви с алтарной частью в апсиде, отделённой от нефа современным пятиугольным иконостасом, потерявшим свой первоначальный вид, будучи несколько раз бессистемно собранным. В алтарной части сохранились фрагменты фресок XIV—XV веков. В 1420-х годах к церкви были пристроены крыльцо и часовня, не сохранившиеся до нынешнего времени. Северная пристройка, склеп знатного рода Тавхелидзе, появилась в 1480-х годах. Фасады украшены декоративной резьбой по камню. Двухэтажная колокольня была возведена рядом с западной стороной церкви в конце XIV века Тавхелидзе, которые владели монастырём. В XVI веке Тири перешёл к князьям Тактакидзе, которые организовали семейный склеп в северо-восточном конце церкви в 1682 году.

### Надписи

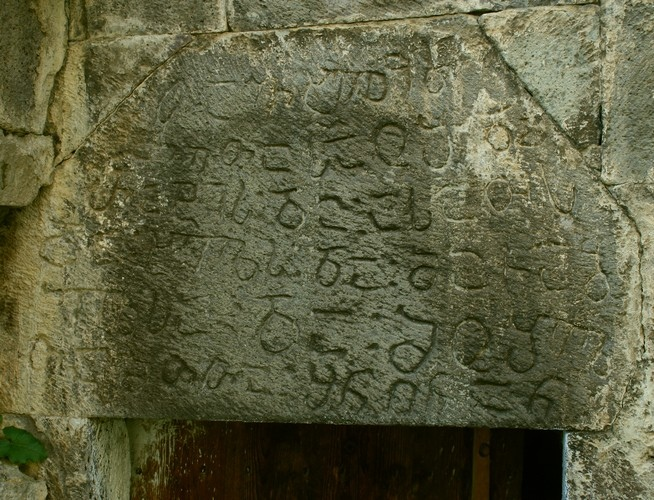
Грузинская надпись XIV века на колокольне.

На внешних стенах монастыря сохранились три каменные надписи на грузинском языке: две на северной и южной пристройках церкви, а одна на колокольне. Последняя, недатированная, но, вероятно, сделанная в конце XIV века средневековым грузинским шрифтом «асомтаврули», размещена на архитраве на восточной двери колокольни, где упоминаются члены рода Тавхелисдзе: Сиаош, Рати, Асат и Мачабел. Надпись на западной стене южной пристройки, небольшой часовни, также недатированная и выполненная «асомтаврули», увековечила память неких казначеев Хелы и Бевроза Махатлишвили. Третья надпись, датированная 1682 годом, выполненная шрифтом «мхедрули» и размещённая в северной склепе церкви, содержит имена членов семьи Тактакидзе: епископа Филиппа Руисского, Ардашела и Элизбара.
Сохранилась также едва различимая двухстрочная надпись шрифтом «асомтаврули» во внутренней части часовни, в которой упоминается епископ Филипп. Мраморное надгробие перед иконостасом содержит текст, выполненный шрифтом «мхедрули», состоящий из 12 строк и повествующий о том, что здесь похоронен Ростом (умер в 1689 году), сын царевича Вахтанга Картлийского. Рядом с этим надгробием стоял памятник Ираклию, сыну князя Георгия Мачабели, который погиб, сражаясь под началом грузинского царя Ираклия II в Эривани в 1777 году. Эти эпитафии были впервые опубликованы французским исследователем кавказских древностей Мари-Фелисите Броссе в 1850 году.

## История

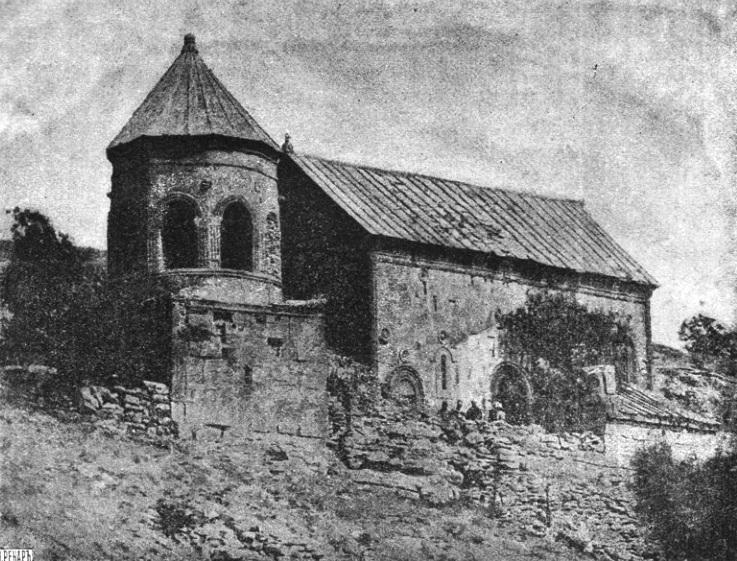
Монастырь Тири. Фотография из книги графини Уваровой, 1894 год.

Монастырь Тири упоминается в нескольких грузинских исторических документах с XV по XVIII век. Князь Вахушти Багратиони, грузинский учёный, при описании 1745 года, сообщал, что к западу от крепости Ачабети «на холме, есть монастырь Тири, без купола, но красиво построенный, в приятном месте. Там сидит настоятель». После вхождения Грузии в состав Российской империи монастырь был упразднён, а Тири в 1811 году преобразован в приходскую церковь.
В результате войны в августе 2008 года территория, где располагается монастырь Тири, перешла под контроль российских и югоосетинских сил. В результате грузинское духовенство и прихожане потеряли доступ к церкви Тири. Сразу же после окончания военных действий на спутниковом снимке ЮНОСАТ от 19 августа 2008 года не было зафиксировано никаких видимых повреждений церкви. Монастырь продолжал функционировать с перерывами до своего упразднения в 2010 году. В июле 2015 года российское агентство Sputnik сообщило, что монастырь подвергся процессу «ремонта», в ходе которого часть фресок была побелена или повреждена. Пол в колокольне был залит бетоном, и была возведена новая стена, окружившая церковь. Власти Южной Осетии признали своё невежество и приказали приостановить работы. Нанесённый ущерб был также подтверждён Министерством культуры Грузии, которое выразило обеспокоенность в связи с «неконтролируемой деятельностью» на культурных памятниках в отколовшихся Абхазии и Южной Осетии. В 2016 году Постоянное представительство Грузии при ООН сообщило Специальному докладчику ООН в области культурных прав, что монастырь Тири требует немедленного вмешательства для предотвращения дальнейшего ущерба от проникновения туда влаги и воды.